# Isonychus saylori
Isonychus saylori är en skalbaggsart som beskrevs av Frey 1969. Isonychus saylori ingår i släktet Isonychus och familjen Melolonthidae. Inga underarter finns listade i Catalogue of Life.